# Kaszaper
Kaszaper község Békés vármegye Mezőkovácsházai járásában.

## Fekvése
Orosháza délkeleti vonzáskörzetében fekszik, a város és Mezőkovácsháza között, utóbbihoz közelebb. Szomszédai: észak-északkelet felől Csanádapáca, kelet felől Nagybánhegyes, délkelet felől Mezőkovácsháza, dél-délkelet felől Végegyháza, délnyugat felől Tótkomlós, északnyugat felé pedig Pusztaföldvár.
Exklávé jellegű településrésze a belterületétől 4, nyugati határszélétől körülbelül 3 kilométerre fekvő Pusztaszőlős, aminek területét minden irányból tótkomlósi külterületek fogják közre.

### Megközelítése
Központján északnyugat-délkeleti irányban végighalad az Orosháza-Mezőkovácsháza közt vezető 4428-as út, rá merőlegesen pedig a Békéscsaba-Makó közti 4432-es út, ezeken minden irányból könnyen megközelíthető. Délkeleti határszélén ér véget a Nagybánhegyes főutcájaként húzódó 4441-es út.
Pusztaszőlős a 4428-as útról érhető el, egy, a 10. kilométere után délnyugat felé kiágazó alsóbbrendű bekötőúton.

## Népesség
| Lakosok száma | 1990 | 1959 | 1933 | 1707 | 1662 | 1627 | 1620 |
|               | 2013 | 2014 | 2015 | 2021 | 2022 | 2023 | 2024 |

A 2011-es népszámlálás során a lakosok 84,4%-a magyarnak, 0,5% cigánynak, 0,6% románnak, 0,4% szlováknak mondta magát (15,6% nem nyilatkozott; a kettős identitások miatt a végösszeg nagyobb lehet 100%-nál). A vallási megoszlás a következő volt: római katolikus 33,5%, református 3,4%, evangélikus 2,3%, görögkatolikus 0,2%, felekezeten kívüli 34,6% (25,6% nem nyilatkozott).
2022-ben a lakosság 86,7%-a vallotta magát magyarnak, 1% cigánynak, 0,5% románnak, 0,4% németnek, 0,1-0,1% szlováknak, szerbnek és lengyelnek, 1,8% egyéb, nem hazai nemzetiségűnek (13,2% nem nyilatkozott; a kettős identitások miatt a végösszeg nagyobb lehet 100%-nál). Vallásuk szerint 20,6% volt római katolikus, 3,7% református, 1,9% evangélikus, 0,4% ortodox, 0,2% görög katolikus, 0,3% egyéb keresztény, 1,4% egyéb katolikus, 33,2% felekezeten kívüli (38,2% nem válaszolt).

## Története
A kezdetben csak Peregnek nevezett település a jelenlegi nevét csak a 20. században nyerte el, feltehetően a német pereg szó (=hegy) és a Kasza családnév (a falu egykori birtokosai) összevonásából. Kezdetben Kasza-peregként említették, később Kaszaper formában rögzült.
Az első hiteles említés Rogerius mester Siralmas éneké-ben található, e szerint a falu már a tatárjárás korában is létezett, ahol a betörő ellenség ellen „hetven falu népe keresett menedéket”, de a tatárok lerombolták a települést. Közel kétszáz évet kellett várni a „feltámadásra”, az 1400-as években előbb a Kasza, majd a Hunyadi és végül a Kállay család birtokában volt a falu. A Hunyadiak uralmának idején írásos bizonyítékok szerint mezővárossá fejlődött.
1552-ben a török támadás a falut is elpusztította, és bár később újra benépesítették, az 1596-os török-tatár pusztítás alatt teljesen megsemmisült, és az egész környék lakatlan lett.
Ekkoriban terjedt el a Kaszaperpuszta elnevezés, amely területet az idők során több környező településhez csatoltak. 1867-ben önálló községgé alakult.
Az 1920-as években a földreformtörvény végrehajtása során újratelepítették, így került a mai helyére, majd 1926-ban Kaszaper néven önálló nagyközség lett.
A települést 1899-től az Alföldi Első Gazdasági Vasút (későbbi nevén MÁV Alföldi Kisvasút) kötötte össze a mai Mezőkovácsházával és Békéscsabával. A vasúttársaság teljes vonalhálózatának kiépülése után már Orosházán és Gyopárosfürdőn át Rákóczitelepig, illetve Tótkomlóson át Békéssámsonig is el lehetett jutni a kisvasút segítségével. A keskeny nyomközű hálózatot azonban 1963-tól kezdődően felszámolták. Kaszaperről az utolsó vonat 1971-ben indult.

## Politikai élete
Kaszaper község, így képviselő-testülete van, mely héttagú (a polgármesterrel együtt). A község polgármestere 1990-től egy híján 30 évig, 2019-ig Csürhés István (korábban független, majd Fidesz-KDNP jelölt) volt; 2019 októbere óta Kun László. 

### Polgármesterei
- 1990–1994: Ifj. Csürhés István (MDF-FKgP)[6][7]
- 1994–1998: Csürhés István (független)[8]
- 1998–2002: Csürhés István (független)[9]
- 2002–2006: Csürhés István (független)[10]
- 2006–2010: Csürhés István (Fidesz)[11]
- 2010–2014: Csürhés István (Fidesz)[12]
- 2014–2017: Csürhés István (Fidesz-KDNP)[13]
- 2018–2019: Kun László (független)[14]
- 2019–2024: Kun László (független)[15]
- 2024– : Kun László (Fidesz-Nemzeti Fórum Egyesület)[1]

A településen 2018. március 11-én időközi polgármester-választást tartottak, az előző polgármester lemondása miatt.

## Nevezetességek
- Vasúttörténeti kiállítás
- Kaszaperpusztai kopjafa
- Szent Gellért római katolikus templom
- Pusztaszőlősi Wenckheim-kúria

## Híres szülöttei
- Baghy Béla politikus